# Семёнов, Павел Фёдорович
Павел Фёдорович Семёнов (29 августа 1922, Дуброво, Рыбинская губерния — 6 февраля 2002, Аннино, Ленинградская область) — командир отделения 40-го отдельного сапёрного батальона (46-я стрелковая дивизия, 2-я ударная армия, вначале Ленинградский фронт, затем 3-й Прибалтийский и 2-й Белорусский фронты), старшина.

## Биография
Павел Фёдорович Семёнов родился в крестьянской семье в деревне Дуброво (ныне — в Пестовском районе Новгородской области). В 1935 году окончил 4 класса школы, работал в колхозе.
В 1941 году Пестовским райвоенкоматом Ленинградской области был призван в ряды Красной армии. С того же времени на фронтах Великой Отечественной войны. Оборонял Ленинград.
Старшина медицинской службы сапёрного батальона Семёнов получив задание командования по минированию участка открытой местности 10 июля 1943 года изучил работу огневых точек противника и вместе с отделением, используя перерывы в расписании огня, заминировал участок. Противник обнаружил группу Семёнова и открыл по ней сильный огонь. Группа была выведена из-под огня. Одним из снарядов мины были взорваны. Тогда Семёнов повторно организовал доставку мин и лично заминировал участок на вероятном пути нападения противника. Приказом по 46-й стрелковой дивизии от 4 августа за мужество и героизм в боях с немецко-фашистскими захватчиками он был награждён медалью «За отвагу».
2 ноября 1943 года по заданию командования в течение двух ночей проделывал проходы минных полях и минно-проволочных заграждениях противника. Работа проводилась под сильным огнём противника. При бросках гранат противником был ранен один из красноармейцев. Семёнов оказал ему первую помощь и помог эвакуировать раненого к своей линии обороны, после чего вернулся к работе. После укладки взрывных зарядов под земляной вал он по сигналу подорвал их, разрушив его и открыв путь пехоте в глубину обороны противника. Приказом по 46-й стрелковой дивизии от 5 ноября 1943 года он был награждён орденом Красной Звезды.
Старшина Семёнов в бою у деревни Мурилла в 17 км северо-восточнее города Койвисто (Приморск), сопровождая самоходные артиллерийские установки, после артиллерийской подготовки в числе первых ворвался в траншею противника, автоматным огнём уничтожил одного солдата противника и сеял панику среди остальных. Преследовал противника на протяжении 7 км, захватил 1 артиллерийское орудие. Был представлен к награждению орденом Отечественной войны 2-й степени. Приказом по 46 стрелковой дивизии от 24 июня 1944 года он был награждён орденом Славы 3-й степени.
Старшина Семёнов в боях севернее города Тарту по заданию командования в боевых порядках пехоты выдвинулся на шоссе в тылу противника, где находилось своё противотанковое минное поле, оставленное при отходе. Достигнув минного поля, под сильным огнём противника он снял 98 мин, разминировав минное поле в 6 рядов. Приказом по 2-й ударной армии от 24 октября 1944 года он был награждён орденом Славы 2-й степени.
Накануне Висло-Одерской операции старшина Семёнов с отделением в районе деревни Гладово в 35 км от города Пултуск проводил разминирование своих минных полей. Разминирование проводилось в трудных условиях, ночью, под огнём противника. Приходилось извлекать мины из промёрзшей земли, припорошенные снегом. Отделение Семёнова сняло 900 противотанковых и 180 противопехотных мин, из которых он лично снял 280 противотанковых и 60 противопехотных мин. В ночь перед наступлением он с отделением подобрался к проволочному заграждению противника и заложил взрывные заряды, подорвав их по сигналу, и проделал 6 проходов в заграждении, обеспечив проход стрелковых подразделений и техники. Указом Президиума Верховного Совета СССР от 24 марта 1945 года он был награждён орденом Славы 1-й степени.
Младший лейтенант Семёнов был демобилизован в августе 1946 года. Жил в деревне Аннино Ломоносовского района Ленинградской области. Был председателем колхоза «Красное Знамя». С 1951 — лейтенант в отставке. С 1966 работал пчеловодом, плотником в совхозе «Победа».
В 1985 году в ознаменование 40-летия Победы он был награждён орденом Отечественной войны 1-й степени. В 1995 году участвовал в Параде Победы в ознаменование 50-летия Победы на Красной площади в Москве.
Скончался Павел Фёдорович Семёнов 6 февраля 2002 года. Похоронен на кладбище дер. Рюмки Ломоносовского района.
В 2022 году (п. Аннино Лен.обл. Ломоносовский район) установлен памятник-бюст в сквере за домом 3 по ул. 10-й Пятилетки
1. ↑  Семенов Павел Федорович. Мой полк. Дата обращения: 25 декабря 2017. Архивировано 26 декабря 2017 года.
2. 1 2 3 4 5 6 7  Полные кавалеры ордена Славы, 2010.
3. ↑  Наградной лист в электронном банке документов «Подвиг народа».
4. ↑  Наградной лист в электронном банке документов «Подвиг народа».
5. ↑  Наградной лист в электронном банке документов «Подвиг народа».
6. ↑  Наградной лист в электронном банке документов «Подвиг народа».
7. ↑  Наградной лист в электронном банке документов «Подвиг народа».
8. ↑  Наградной лист в электронном банке документов «Подвиг народа».
9. ↑  Ломоносовский район — 11019 д. Рюмки, кладбище, могила Семенова П. Ф., полного кавалера ордена Славы. Книга Памяти Великой Войны (25 марта 2014). Дата обращения: 25 декабря 2017. Архивировано 26 декабря 2017 года.